# リトルフット いんせきに気をつけろ
『リトルフット いんせきに気をつけろ』（リトルフットいんせきにきをつけろ、原題：The Land Before Time III: The Time of the Great Giving）は、1995年にアメリカで製作されたアニメーション映画である。監督はロイ・アレン・スミス。リトルフットシリーズ3作目（劇場版作品としては、同シリーズ2作目）。スタンダード・サイズ（横縦比は、地上波アナログ放送および同時代のOVAの「4 : 3」ではなく、「4.135 : 3」）で制作されている。
日本では、1997年5月21日にリリース。元々はビデオに、名前、『リトルフット3』の下でリリースされた。それは『リトルフット クビナガ恐竜がやってきた』と同じ日にリリースされた。

## あらすじ
石を転がして遊んでいたリトルフット達はコッシュ、ヒプ、ノドに石を取り上げられて意地悪される。セラは彼らと戦おうとするが突然空から大量の隕石が降り注ぎ谷の外へ墜ちる。その後の空は不思議な光で満たされていた。しかし、程なくして恐竜達の憩いの場であった滝が枯れてしまう。それをきっかけに谷の水は急速に失われていき、大人達は対策を協議する。そんなこともつゆ知らず、リトルフット達は水遊びを楽しむがまたしてもコッシュ達が現れ、リトルフットはノドがあげた水しぶきの犯人と間違われて責められる。水を無駄にするような友達とは一緒にしておけないとしてセラの父親はセラを連れてその場を離れ、他の恐竜達もそれに同調したのだった。水は相変わらず減り続け、遂に植物が枯れ始める。セラの父親は水を管理し、飲み水を順番制にしていた。大人達はそのことで議論になり、その隙にリトルフットはセラと共にいつもの仲間を呼び集め、水を探す旅に出る。しかし、見つけた水を

## キャスト
| 役名                     | キャスト                                | 日本語吹替                              |
| ------------------------ | --------------------------------------- | --------------------------------------- |
| リトルフット             | スコット・マカフィー                    | 高山みなみ                              |
| セラ                     | キャンディス・ハトスン                  | 松本梨香                                |
| ダッキー                 | ヘザー・ホーガン                        | こおろぎさとみ                          |
| ピートリー               | ジェフ・ベネット                        | 三ツ矢雄二                              |
| マット                   | ジェフ・ベネット                        | 西村朋紘                                |
| イグアノドン             | ジェフ・ベネット                        |                                         |
| スパイク                 | ロブ・ポールセン                        |                                         |
| コッシュ                 | ロブ・ポールセン                        |                                         |
| ヒプ                     | ウィット・ハートフォード                | 中尾隆聖                                |
| ノッド                   | スコット・メンヴィル                    | 大川透                                  |
| リトルフットのおじいさん | ケネス・マーズ                          | 内田稔                                  |
| リトルフットのおばあさん | リンダ・ゲイリー                        | 翠準子                                  |
| ママケツァルコアトルス   | リンダ・ゲイリー                        |                                         |
| ヒプのパパ               | ニコラス・ユーザー                      |                                         |
| マットのパパ             | ニコラス・ユーザー                      |                                         |
| ステゴサウルス           | トレス・マクニール                      |                                         |
| ダッキーとスパイクのママ | トレス・マクニール                      | 高乃麗                                  |
| ピートリーのママ         | トレス・マクニール                      |                                         |
| ナレーター               | ジョン・イングル                        | 渡部猛                                  |
| セラのパパ               | ジョン・イングル                        | 宝亀克寿                                |
| ヴェロキラプトル         | フランク・ウェルカー （ノンクレジット） | フランク・ウェルカー （ノンクレジット） |